# Lecomtedoxa
Lecomtedoxa es un género con nueve especies de plantas de la familia de las sapotáceas..

## Especies seleccionadas
- Lecomtedoxa biraudii
- Lecomtedoxa clitandrifolia
- Lecomtedoxa heitzana
- Lecomtedoxa henriquesii
- Lecomtedoxa klaineana
- Lecomtedoxa nogo
- Lecomtedoxa ogouensis
- Lecomtedoxa saint-aubinii'
- Lecomtedoxa vazii

## Sinónimos
- Nogo, Walkeria